# Tournoi international de Bombay de snooker
Le tournoi international de Bombay est un tournoi de snooker professionnel sur invitation créé en 1979 et disparu en 1980.

## Histoire
Ce tournoi est le premier à se dérouler en Inde et même en Asie. La première année, 6 joueurs s'affrontent dans un tournoi toutes rondes, c'est-à-dire où chaque joueur se rencontre à tour de rôle. John Spencer s'impose devant Dennis Taylor et remporte la prime de 2000 livres. 
La seconde année, 8 joueurs sont opposés dans un tournoi à élimination directe. John Virgo remporte la finale 13 manches à 7 face à Cliff Thorburn et la prime de 3000 livres.

## Palmarès
| Année                                        | Vainqueur                                    | Finaliste                                    | Score                                        | Saison                                       |
| Tournoi international de Bombay (non classé) | Tournoi international de Bombay (non classé) | Tournoi international de Bombay (non classé) | Tournoi international de Bombay (non classé) | Tournoi international de Bombay (non classé) |
| -------------------------------------------- | -------------------------------------------- | -------------------------------------------- | -------------------------------------------- | -------------------------------------------- |
| 1979 (février)                               | John Spencer                                 | Dennis Taylor                                | Tournoi toutes rondes                        | 1978-1979                                    |
| 1979 (décembre)                              | John Virgo                                   | Cliff Thorburn                               | 13-7                                         | 1979-1980                                    |